# Gabriele Haug-Moritz
Gabriele Haug-Moritz (* 26. Mai 1959 in Geislingen an der Steige) ist eine deutsche Historikerin.

Das Abitur legte sie 1978 ab. Zwischen 1978 und 1984 studierte sie an der Universität Tübingen Germanistik und Geschichte auf Lehramt. Sie wurde im Wintersemester 1989/90 bei Volker Press in Tübingen mit der Arbeit Württembergischer Ständekonflikt und deutscher Dualismus promoviert. In der Zeit von 1991 bis 1997 war sie, unter anderem unter Volker Press, Assistentin am Historischen Seminar der Universität Tübingen. 1999 habilitierte sie sich ebendort. Seit 2004 ist sie Professorin für Neuere Geschichte an der Universität Graz. 
Sie ist seit 2013 ordentliches Mitglied der Historischen Kommission bei der Bayerischen Akademie der Wissenschaften und seit 2014 korrespondierendes Mitglied der Österreichischen Akademie der Wissenschaften. 2015 wurde sie in die Academia Europaea gewählt. Ferner ist sie Mitglied des Wissenschaftlichen Beirates des Hauses der Geschichte Baden-Württemberg und der Vereinigung für Verfassungsgeschichte.
Ihre Forschungsschwerpunkte sind Reformationsgeschichte, Verfassungsgeschichte des Alten Reiches, insbesondere genossenschaftliche Organisationsformen, Ständeforschung, Forschungen zur Mediengeschichte (16. Jahrhundert) und Forschungen zur höchsten Gerichtsbarkeit im Alten Reich, vor allem zum Reichshofrat.
Haug-Moritz ist verheiratet und hat zwei Kinder.

## Schriften (Auswahl)
- Württembergischer Ständekonflikt und deutscher Dualismus, ein Beitrag zur Geschichte des Reichsverbands in der Mitte des 18. Jahrhunderts (= Veröffentlichungen der Kommission für Geschichtliche Landeskunde in Baden-Württemberg, Reihe B Forschungen. Band 122). Kohlhammer, Stuttgart 1992, ISBN 978-3-17-011510-1 (zugleich: Dissertation, Universität Tübingen 1990).
- Der Schmalkaldische Bund. 1530–1541/42. Eine Studie zu den genossenschaftlichen Strukturelementen der politischen Ordnung des Heiligen Römischen Reiches Deutscher Nation (= Schriften zur südwestdeutschen Landeskunde. Band 44), DRW, Leinfelden-Echterdingen 2002, ISBN 3-87181-744-9 (zugleich: Habilitationsschrift, Universität Tübingen 1999/2000 (Zusammenfassung)) (Memento vom 24. Juli 2012 im Internet Archive).
- Friedrich Samuel Graf Montmartin als württembergischer Staatsmann (1758–1766/73). In: Zeitschrift für Württembergische Landesgeschichte. 53. Jg., 1994, S. 205–225.
- Der Schmalkaldische Bund 1530/31–1547. Archiv-Verlag, Braunschweig 2006, OCLC 633083724 (Lieferung DG 1530, 00604 von: Deutsche Geschichte in Dokumenten).
- Die württembergische Ehrbarkeit. Annäherungen an eine bürgerliche Machtelite der Frühen Neuzeit (= Tübinger Bausteine zur Landesgeschichte. Bd. 13). Thorbecke, Ostfildern 2009, ISBN 978-3-7995-5513-5.